# Courtemanche
Courtemanche är en kommun i departementet Somme i regionen Hauts-de-France i norra Frankrike. Kommunen ligger i kantonen Montdidier som tillhör arrondissementet Montdidier. År 2022 hade Courtemanche 99 invånare.

## Befolkningsutveckling
Antalet invånare i kommunen Courtemanche
| Referens: INSEE |